# Nossa Senhora das Dores (Santa Maria)
Nossa Senhora das Dores és un barri de la ciutat brasilera de Santa Maria, Rio Grande do Sul. El barri està situat al districte de Sede.

## Villas
El barri amb les següents villas: Dores, Loteamento Bela Vista, Loteamento Londero, Vila Cassel, Vila Roemer, Vila Rossato, Vila Sinhá, Vila São Luiz, Vila Tombési.

## Galeria de fotos
| Menino Jesus             | Menino Jesus / Presidente João Goulart | Km 3    |
| Centro                   |                                        | Km 3    |
| Nossa Senhora de Lourdes | Nossa Senhora de Lourdes / Cerrito     | Cerrito |